# Beáta Brestenská
Beáta Brestenská (* 16. srpen 1955) je bývalá poslankyně Národní rady Slovenské republiky.
Ve volebním období 2002 až 2006 byla zvolena poslankyní NR SR za ANO. Byla členkou Výboru NR SR pro vzdělání, vědu, sport a mládež, kulturu a média a Výboru NR SR pro hospodářství, privatizaci a podnikání, vedoucí Stálé delegace NR SR do Parlamentního shromáždění Rady Evropy a členkou Stálé delegace NR SR do Shromáždění Západoevropské unie.